# Bellshill
Bellshill ist ein Ort in North Lanarkshire, Schottland, der in den Vororten von Glasgow liegt, zwei Meilen nördlich von Motherwell. Bellshill hatte im Jahre 2011 20.634 Einwohner.
Die frühesten Zeugnisse einer Besiedlung in der Region von Bellshill ist ein Ort mit dem Namen Belmill, der auf einer Landkarte von Timothy Pont im Jahre 1654 festgehalten wurde. Der Ort bestand aus einer Reihe von Häusern, die einem Mr. Bell gehörten, der eine Steinmine südlich davon besaß. Als die Mine geschlossen wurde, verschwand auch der Ort und eine Siedlung entstand in der Nähe und wurde Crossgates genannt. Um 1810 nahm der Ort den Namen Bellshill an und wuchs weiter. Dabei wurden nahe gelegene Ortschaften wie Black Moss und Sykehead eingemeindet.
Mitte des 19. Jahrhunderts wurden große Kohle- und Eisenvorkommen in der Nähe entdeckt und einige Minen wurden gegründet. Das rapide Wachstum brachte auch Emigranten von außerhalb nach Bellshill, teilweise sogar aus Litauen. Zahlreiche Bahnhöfe in der Nähe entstanden, wie in Mossend, Fallside und Bell Cross.
In den 1870er Jahren wurde ein Krankenhaus errichtet. Im Ersten Weltkrieg spezialisierte sich das Krankenhaus auf Infektionskrankheiten.
Nach einem Bericht der Halifax Building Society war Bellshill im ersten Quartal 2005 der Ort in Großbritannien, an dem die Immobilienpreise mit 46 % am stärksten angestiegen sind.
Im Rahmen der historischen Gliederung Schottlands in Civil Parishes zählt Bellshill zu Bothwell, das zu Lanarkshire gehörte. Seit deren Auflösung bildet es eine eigenständige Gemeinde (Community Council Area).

## Persönlichkeiten

### Söhne und Töchter der Stadt
- George Thomson, Lord Thomson (1893–1962), Politiker
- Alexander James (1901–1953), Fußballspieler
- Hughie Gallacher (1903–1957), Fußballspieler
- William Chalmers (1907–1980), Fußballspieler und -trainer
- Ethel MacDonald (1909–1960), Anarchistin und Aktivistin
- John Jack (1932–1988), Fußballspieler
- Mike Denness (1940–2013), Cricketspieler
- Billy McNeill, MBE (1940–2019), Fußballspieler und -trainer
- John Clark (1941–2025), Fußballspieler
- Robin Cook (1946–2005), Politiker und Außenminister (1999–2001)
- John Reid, Baron Reid of Cardowan (* 1947), Politiker und Vorsitzender von Celtic Glasgow
- John Giblin (1952–2023), Bassist
- Gregory Clark (* 1957), Ökonom
- Sheena Easton (* 1959), Sängerin
- Michael McMahon (* 1961), Politiker
- Ally McCoist (* 1962), Fußballspieler
- Brian McClair (* 1963), Fußballspieler und Fußballtrainer
- Paul McGuigan (* 1963), Filmregisseur
- Tom McKean (* 1963), Leichtathlet (800-Meter-Lauf)
- David MacMillan (* 1968), Chemiker
- Karen Whitefield (* 1970), Politikerin
- Frank McCarthy (* 1971), Radio-DJ
- Malky Mackay (* 1972), Fußballspieler und -trainer
- Phil O’Donnell (1972–2007), Fußballspieler
- Catherine Stihler (* 1973), Europaabgeordnete
- Frankie McAvoy (* 1974), Fußballspieler und -trainer
- Michael Spencer (* 1975), Komponist und Musikpädagoge
- Scott Harrison (* 1977), Boxer im Federgewicht
- Lee McCulloch (* 1978), Fußballspieler
- Rhonda Jones (* 1979), Fußballspielerin
- Alex Neil (* 1981), Fußballspieler und -trainer
- Graeme Smith (* 1982), Fußballspieler
- John Rankin (* 1983), Fußballspieler und -trainer
- Siobhan McMahon (* 1984), Politikerin
- James McPake (* 1984), Fußballspieler und -trainer
- David Clarkson (* 1985), Fußballspieler
- Steven Smith (* 1985), Fußballspieler
- Megan Sneddon (* 1985), Fußballspielerin
- Scott Fox (* 1987), Fußballspieler
- Paul McGowan (* 1987), Fußballspieler
- Scott Gallacher (* 1989), Fußballspieler
- Christie Harrison-Murray (* 1990), Fußballspielerin
- Nicky Clark (* 1991), Fußballspieler
- Stephen O’Donnell (* 1992), Fußballspieler
- Ross Caldwell (* 1993), Fußballspieler
- Stuart Carswell (* 1993), Fußballspieler
- Kirsty Gilmour (* 1993), Badmintonspielerin
- Kyle Waddell (* 1993), Curler
- Nathan Evans (* 1994), Folksänger
- Craig Murray (* 1994), Fußballspieler
- Reece McFadden (* 1995), Boxer im Fliegengewicht
- Eamonn Brophy (* 1996), Fußballspieler
- Chris Cadden (* 1996), Fußballspieler
- Lewis McLear (* 1996), Fußballspieler
- Ross MacLean (* 1997), Fußballspieler
- Barry Maguire (* 1998), Fußballspieler
- Tony Ralston (* 1998), Fußballspieler
- Rhys Breen (* 2000), Fußballspieler
- Dean Cornelius (* 2001), Fußballspieler
- Jamie Semple (* 2001), Fußballspieler

### Mit der Stadt verbundene Persönlichkeiten
- Marion Fellows (* 1949), Politikerin